# Geoprópolis
Geoprópolis é uma mistura de barro e própolis produzida por espécies de abelhas sem ferrão do gênero "Melipona", daí surgiu a denominação “geoprópolis” (“geo” = terra + própolis).  É formada da mesma maneira que a própolis produzida por outras espécies de abelhas. Porém, com adição de terra e/ou barro.

## Composição
Estudos mais aprofundados sobre a composição química da geoprópolis ainda são escassos, entretanto, sabe-se que basicamente é constituída por 30% de cera, 50% de resinas e bálsamos, 10% de óleos essenciais e aromáticos e 5% de pólen, com adição de terra e outras substâncias.

## Propriedades
A geoprópolis produzida pelas abelhas sem ferrão apresentam atividade antimicrobiana (principalmente bactericida e antifúngica) similar aos encontrados com os extratos etanólicos de própolis da abelha "Apis mellifera", que relatam uma excelente ação antimicrobiana da própolis frente as bactérias.